# Jean Delaporte
Jean Delaporte, gelegentlich auch de La Porte oder de la Porte war während des Dreißigjährigen Krieges ein Offizier und Diplomat in schwedischen Diensten.

## Leben
Über die Herkunft und Abstammung ist noch nichts bekannt. Nach dem derzeitigen Stand der Forschung kam Delaporte mit der schwedischen Armee unter Lennart Torstensson nach Anhalt. Im Spätherbst 1644 wurde Delaporte zusammen mit Generalleutnant Corneille de Mortaigne, Greve Robert Douglas und Friherre Alexander Erskein durch Fürst Ludwig I. von Anhalt-Köthen in die Fruchtbringende Gesellschaft aufgenommen.
Fürst Ludwig I. verlieh Delaporte als Gesellschaftsnamen der Artende und als Motto nach der Luft und Erdreich. Als Emblem wurde Delaporte die gelben Möhren (Daucus carota L. ssp. sativus Hoffm. Arcang.) zugedacht. Im Köthener Gesellschaftsbuch findet sich Delaportes Eintrag unter der Nr. 422. Dort ist auch das Reimgesetz vermerkt, mit welchem sich Delaporte für die Aufnahme bedankt:
Es artet nach der Erd’ und Luft der Möhrenart
Drin sie geseet wird: Jch Artend drumb annemen
Wolt diesen Nahmen mir: Es sol ein mensch gekahrt
Zu aller tugend sein, und nimmer sich nicht schemen
Zu lernen etwas guts, ob schon die luft wer’ hart,
Sol es doch seinen geist gar gern’ hierzu bequemen:
Da wird fruchtbringend er und wol geartet sein
Und gehn bey männiglich mit nutzen aus und ein.